# Isolation World Tour
Isolation World Tour è il quarto tour dei Toto, a supporto del quinto album della band Isolation.
Dopo il licenziamento di Bobby Kimball, avvenuto durante le sedute di registrazione, il gruppo ingaggiò Fergie Frederiksen, precedentemente cantante dei LeRoux, e continuò a lavorare al quinto album, il cui titolo è un chiaro riferimento alla situazione di "isolamento" che la band  stava affrontando per un concetto di tempistiche commerciali. Infatti, i due anni trascorsi dalla pubblicazione di Toto IV erano considerati troppo tempo per mantenere viva la popolarità di una band, e fu proprio per questo motivo che il tour si svolse principalmente in Giappone, luogo dove il gruppo godeva di ottimo seguito, e la forte popolarità contribuì alle ottime vendite del disco nel continente asiatico. Le ultime cinque date del breve tour si svolsero negli Stati Uniti. Dopo il tour, Fergie Frederiksen, fu però sostituito per una serie di ragioni, tra cui, oltre quella delle difficoltà del cantante in studio, quella del cambio di immagine e sound della band, a detta di Steve Lukather non convincente. Tra le note da segnalare, lo show del 26 febbraio, presentato dalla video jockey Martha Quinn, in parte filmato e trasmesso da MTV. Fu inoltre l'ultimo tour in cui l'inedito Runaway venne eseguito dal gruppo.

## Scaletta
segnati con * i brani eliminati dalla scaletta durante il tour
1. Carmen
2. Angel Don't Cry
3. Hold the Line
4. Georgy Porgy
5. English Eyes
6. I Won't Hold You Back
7. Stranger in Town
8. Mr. Friendly
9. Mama
10. 99
11. Afraid of Love
12. David Paich, Steve Porcaro & Steve Lukather Solos
13. Africa
14. How Does It Feel
15. Isolation
16. Change of Heart
17. I'll Supply the Love
18. Rosanna
19. Runaway*
20. Endless*

## Date
| Data       | Città                                | Luogo                 |
| ---------- | ------------------------------------ | --------------------- |
| 25/02/1985 | Shizuoka, Giappone                   | Shizuoka Sangyou Hall |
| 26/02/1985 | Tokyo, Giappone                      | Budokan               |
| 27/02/1985 | Tokyo, Giappone                      | Budokan               |
| 28/02/1985 | Tokyo, Giappone                      | Budokan               |
| 02/03/1985 | Osaka, Giappone                      | Osaka Castle Hall     |
| 04/03/1985 | Fukuoka, Giappone                    | Kokusai Center        |
| 05/03/1985 | Nagoya, Giappone                     | Aichi Taiikukan       |
| 06/03/1985 | Yokohama, Giappone                   | Bunka Taiikukan       |
| 08/03/1985 | Sendai, Giappone                     | Sendai Taiikukan      |
| 10/05/1985 | Great Falls, Montana, Stati Uniti    | 4 Seasons Arena       |
| 11/05/1985 | Billings, Montana, Stati Uniti       | MetraPark Arena       |
| 23/05/1985 | Chicago, Illinois, Stati Uniti       | Universal Amphithetre |
| 25/05/1985 | Los Angeles, California, Stati Uniti | Civic Auditorium      |
| 28/05/1985 | Santa Cruz, California, Stati Uniti  | The Catalyst          |

## Formazione
- Fergie Frederiksen - Voce
- Steve Lukather - Chitarra e Voce
- David Paich - Piano e Voce
- Steve Porcaro - Tastiere
- Mike Porcaro - Basso
- Jeff Porcaro - Batteria
- Paulette Brown - Cori
- Scott Page - Sassofono, Chitarra e Cori
- Lenny Castro - Percussioni